# Lisa Schuch-Gubik
Lisa Schuch-Gubik (* 1. April 1994 in Baden, Niederösterreich als Lisa Gubik) ist eine österreichische Moderatorin und Politikerin der Freiheitlichen Partei Österreichs (FPÖ). Seit dem 24. Oktober 2024 ist sie Abgeordnete zum Nationalrat.

## Leben

### Ausbildung und Beruf
Lisa Gubik besuchte nach der Volksschule in Weigelsdorf die Hauptschule in Ebreichsdorf und die Polytechnische Schule. Anschließend absolvierte sie von 2009 bis 2013 die Höhere Lehranstalt für wirtschaftliche Berufe am Theresianum Eisenstadt. 2013 begann sie ein Diplomstudium der Rechtswissenschaften an der Universität Linz, 2019 ein Masterstudium im Bereich Politikmanagement.
Sie war Mitarbeiterin im FPÖ-Parlamentsklub. Neben Marie-Christine Giuliani ist sie seit 2018 Moderatorin von FPÖ-TV.
Im August 2024 heiratet sie den FPÖ-Politiker Christian Schuch. Ihr Vater Markus Gubik ist ebenfalls in der Gemeindepolitik von Ebreichsdorf aktiv, unter anderem als Stadtrat für Sicherheit und Versorgungsinfrastruktur.

### Politik
In Ebreichsdorf gehört sie seit 2015 dem Gemeinderat an, wo sie seit 2016 Jugendgemeinderätin ist. 2017 wurde sie stellvertretende FPÖ-Bezirksparteiobfrau im Bezirk Baden und 2022 stellvertretende FPÖ-Stadtparteiobfrau in Ebreichsdorf.
Bei der Nationalratswahl 2019 kandidierte auf Platz zwei im Regionalwahlkreis Thermenregion. Bei der Nationalratswahl 2024 wurde sie von der FPÖ auf dem achten Platz der Bundesliste, an fünfter Stelle im Landeswahlkreis Niederösterreich und als Spitzenkandidatin im Regionalwahlkreis Thermenregion nominiert. In der konstituierenden Sitzung der XXVIII. Gesetzgebungsperiode am 24. Oktober 2024 wurde sie als Abgeordnete zum Nationalrat angelobt.